# Tawanda Maswanhise
Tawanda Jethro Maswanhise (Harare, 20 novembre 2002) è un calciatore zimbabwese, attaccante del Motherwell e della nazionale zimbabwese.

## Carriera

### Club
Maswanhise è cresciuto nel settore giovanile del Leicester City, con cui ha firmato il primo contratto professionistico nel settembre del 2022. Ha debuttato in prima squadra il 6 gennaio 2024 nell'incontro di FA Cup vinto 3-2 contro il Millwall. Chiude la sua esperienza con le Foxes al termine della stagione 2023-2024.
Il 18 agosto 2024, rimasto svincolato, firma con il Motherwell.

### Nazionale
Ha debuttato con la nazionale zimbabwese il 26 marzo 2024 in un'amichevole persa 3-1 contro il Kenya.

## Statistiche

### Presenze e reti nei club
Statistiche aggiornate al 10 ottobre 2024.
| Stagione        | Squadra         | Campionato      | Campionato | Campionato | Coppe nazionali | Coppe nazionali | Coppe nazionali | Coppe continentali | Coppe continentali | Coppe continentali | Altre coppe | Altre coppe | Altre coppe | Totale | Totale | Totale |
| Stagione        | Squadra         | Comp            | Pres       | Reti       | Comp            | Pres            | Reti            | Comp               | Pres               | Reti               | Comp        | Pres        | Reti        | Pres   | Reti   |        |
| --------------- | --------------- | --------------- | ---------- | ---------- | --------------- | --------------- | --------------- | ------------------ | ------------------ | ------------------ | ----------- | ----------- | ----------- | ------ | ------ | ------ |
| 2023-2024       | Leicester City  | FLC             | 0          | 0          | FACup+CdL       | 1+0             | 0               |                    | -                  | -                  |             | -           | -           | 1      | 0      |        |
| 2024-2025       | Motherwell      | SP              | 4          | 0          | SC+CdL          | 0+2             | 0               | -                  | -                  | -                  |             | -           | -           | 6      | 0      |        |
| Totale carriera | Totale carriera | Totale carriera | 4          | 0          |                 | 3               | 0               |                    | -                  | -                  |             | -           | -           | 7      | 0      |        |

### Cronologia presenze e reti in nazionale
| Cronologia completa delle presenze e delle reti in nazionale ― Zimbabwe | Cronologia completa delle presenze e delle reti in nazionale ― Zimbabwe | Cronologia completa delle presenze e delle reti in nazionale ― Zimbabwe | Cronologia completa delle presenze e delle reti in nazionale ― Zimbabwe | Cronologia completa delle presenze e delle reti in nazionale ― Zimbabwe | Cronologia completa delle presenze e delle reti in nazionale ― Zimbabwe | Cronologia completa delle presenze e delle reti in nazionale ― Zimbabwe | Cronologia completa delle presenze e delle reti in nazionale ― Zimbabwe |
| Data                                                                    | Città                                                                   | In casa                                                                 | Risultato                                                               | Ospiti                                                                  | Competizione                                                            | Reti                                                                    | Note                                                                    |
| ----------------------------------------------------------------------- | ----------------------------------------------------------------------- | ----------------------------------------------------------------------- | ----------------------------------------------------------------------- | ----------------------------------------------------------------------- | ----------------------------------------------------------------------- | ----------------------------------------------------------------------- | ----------------------------------------------------------------------- |
| 26-3-2024                                                               | Lilongwe                                                                | Zimbabwe                                                                | 1 – 3                                                                   | Kenya                                                                   | Amichevole                                                              | -                                                                       | 78’                                                                     |
| 7-6-2024                                                                | Johannesburg                                                            | Zimbabwe                                                                | 4 – 0                                                                   | Lesotho                                                                 | Qual. Mondiali 2026                                                     | -                                                                       | 46’                                                                     |
| 19-11-2024                                                              | Yaoundé                                                                 | Camerun                                                                 | 2 – 1                                                                   | Zimbabwe                                                                | Qual. Coppa d'Africa 2025                                               | -                                                                       | 59’                                                                     |
| 25-3-2025                                                               | Uyo                                                                     | Nigeria                                                                 | 1 – 1                                                                   | Zimbabwe                                                                | Qual. Mondiali 2026                                                     | -                                                                       | 85’                                                                     |
| Totale                                                                  |                                                                         | Presenze                                                                | 4                                                                       |                                                                         | Reti                                                                    | 0                                                                       |                                                                         |